# فرد تونز
فرد تونز (انگلیسی: Fred Toones؛ ‏ ۵ ژانویهٔ ۱۹۰۶ – ۱۳ فوریهٔ ۱۹۶۲) بازیگر و کمدین اهل ایالات متحده آمریکا بود.
از فیلم‌هایی که وی در آن نقش داشته‌است، می‌توان به شب بانوان در حمام، فراری از گروه مجرمان، فرودگاه مرکزی، توئنتی‌اث سنچری، بیا و بگیرش، ستاره‌ای متولد شده‌است، شهر داج، آقای اسمیت به واشینگتن می‌رود، داستان پام بیچ، تعطیلی ازدست‌رفته، کریسمس در ژوئیه و پیریت اشاره کرد.